# Georges de Lalaing
Georges de Lalaing, plus connu sous le nom de comte de Rennenberg ou simplement de Rennenberg (parfois Rennebourg), né en 1536 à Hoogstraten et mort le 23 juillet 1581 à Groningue, est un noble des Pays-Bas espagnols, d'une famille du Hainaut, gouverneur de plusieurs provinces à partir de 1576. 
Il est particulièrement connu en raison de son passage en 1580, au cours de la Guerre de Quatre-Vingts Ans (1568-1638), du camp des insurgés au camp du roi d'Espagne Philippe II, ce qui est traditionnellement appelé « la trahison de Rennenberg ».

## Biographie

### Origines familiales et formation
Il est le fils de Philippe de Lalaing (nl), deuxième comte de Hoogstraten et d'Anna van Rennenberg.

### Au service de l'insurrection néerlandaise

#### Gouverneur des provinces du nord (1576-1578)

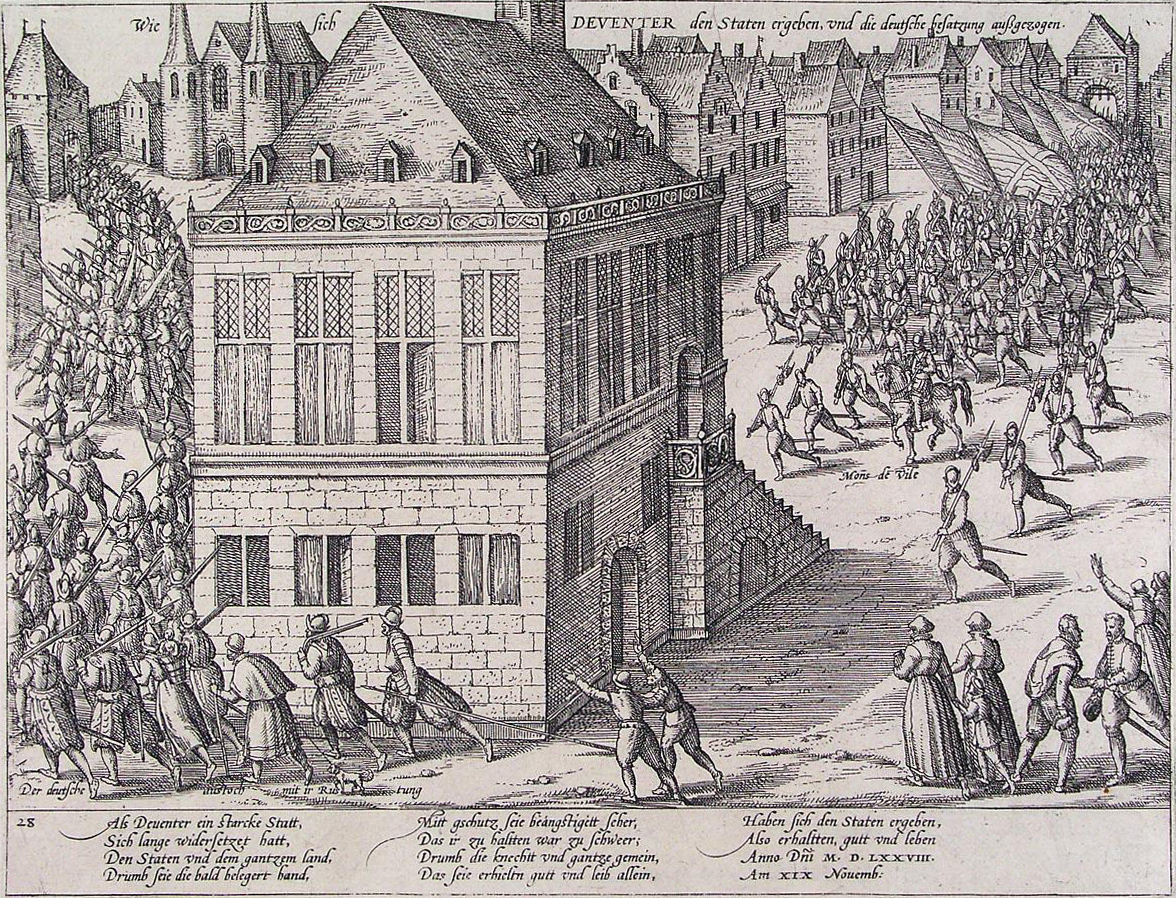
Rennenberg, sur la droite à cheval, prend la ville de Deventer.

Sur la recommandation de Guillaume Ier d'Orange-Nassau, gouverneur de Hollande et de Zélande et leader de l'insurrection des Pays-Bas contre Philippe II, Rennenberg est nommé en 1576 gouverneur des provinces de Frise, de Groningue, de Drenthe et d'Overijssel. 
Dès décembre 1573, Caspar de Robles en avait été le gouverneur, mais il fut capturé le 23 novembre 1576 par ses propres troupes à Groningue, à l'instigation d'un agent-provocateur wallon, François Stella. Dans ses instructions, il reçut l'ordre de conclure un accord avec la garnison espagnole de Groningue, afin que la ville en soit libérée et passe dans le camp des Provinces-Unies.[pas clair]
Rennenberg, qui est catholique, s'efforce de conserver ses provinces à la foi catholique, dans le cadre de la pacification de Gand conclue en 1576 entre les provinces insurgées. 
Lorsque le gouverneur général, don Juan d'Autriche, montre en juillet 1577, qu'il ne se conforme plus à l'Édit perpétuel (du 7 janvier 1577) et veut reprendre la guerre, il devient de plus en plus difficile de préserver le calme dans la population car les protestants se radicalisent, en particulier dans les provinces de Flandre, de Brabant, de Hollande et de Zélande. 

#### Après la défaite de Gembloux (31 janvier 1578)
Après la défaite de Gembloux (31 janvier 1578), Rennenberg est envoyé par les États généraux dans la province d'Overijssel pour prendre le contrôle de certaines villes où des garnisons espagnoles sont stationnées, ce qui a conduit au Siège de Kampen et au siège de Deventer (1578). 
Rennenberg a également essayé de maintenir l'égalité de la pratique entre le culte catholique romain et le culte calviniste dans cette province. Cependant, cette position est devenue pratiquement impossible en 1579 après la création de l'Union d'Utrecht (21 janvier 1579), bien que rejetée par le Landdag d'Overijssel et qui a également rencontré la résistance de la majorité (catholique) de la population de Groningue[pas clair].

### Le changement de camp

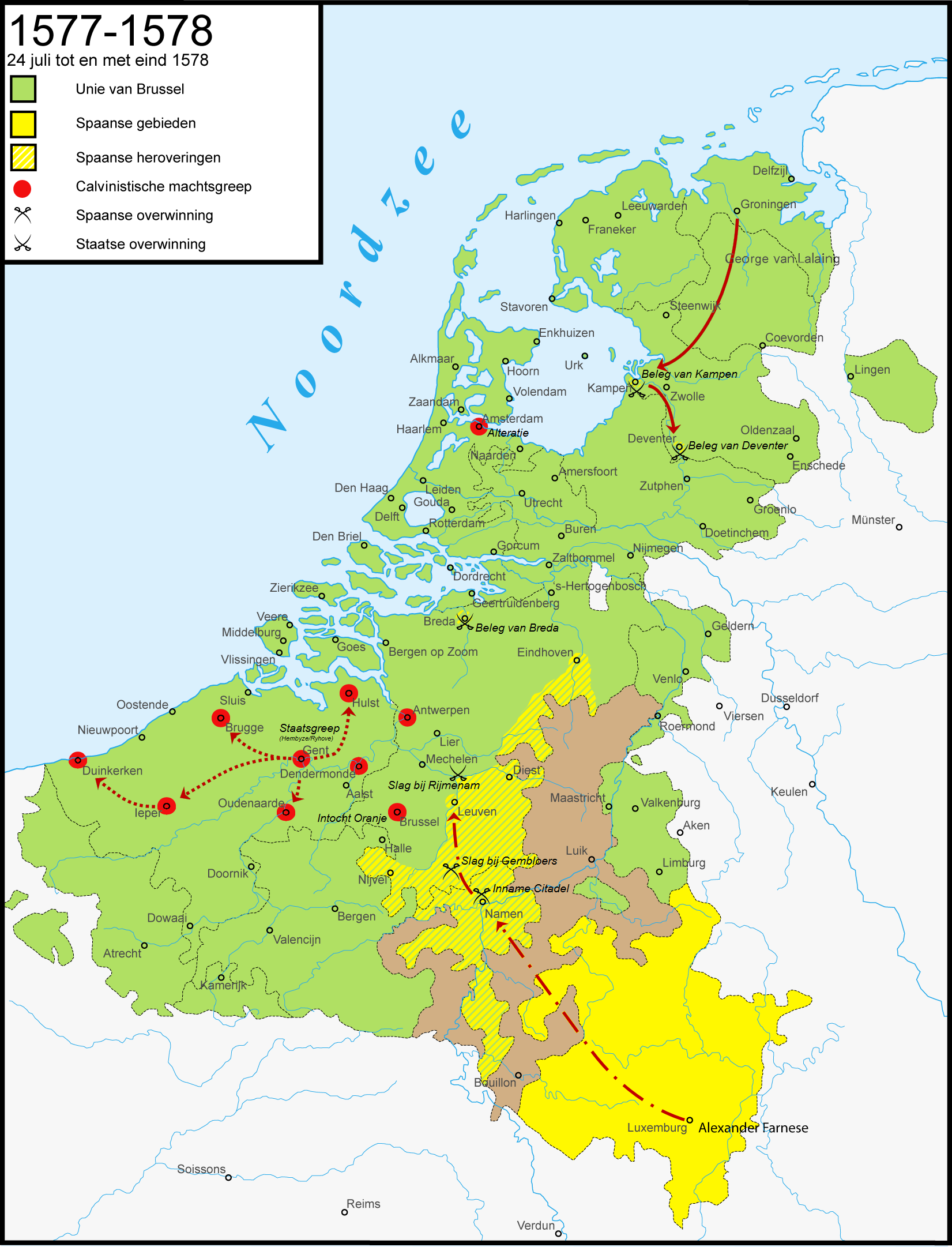
Les Pays-Bas en 1577-1978: Rennenberg conquiert Kampen et Deventer aux Espagnols, tandis que dans de nombreuses villes du sud les calvinistes s'emparent du pouvoir, et ce malgré l'avance de du duc de Parme vers le nord.

#### Causes
Dans l'histoire néerlandaise, il est mentionné la «trahison de Rennenberg». Cependant, la situation de celui-ci était un peu plus compliquée que celle d'un "traître" ordinaire. De nombreux catholiques des Pays-Bas avaient initialement soutenu de tout cœur la pacification de Gand, dans l'espoir que cela pourrait conduire à une réconciliation entre catholiques et protestants. Cependant, l'expérience a montré que dans de nombreuses villes, les calvinistes bien organisés, n'étaient pas satisfaits de la situation. A Bruges, Gand et Bruxelles, entre autres, les calvinistes avaient pris le pouvoir (à l'époque des soi-disant républiques calvinistes) et la position des catholiques restant était devenue très précaire, contrairement à ce qui avait été déterminé lors des négociations de la pacification.

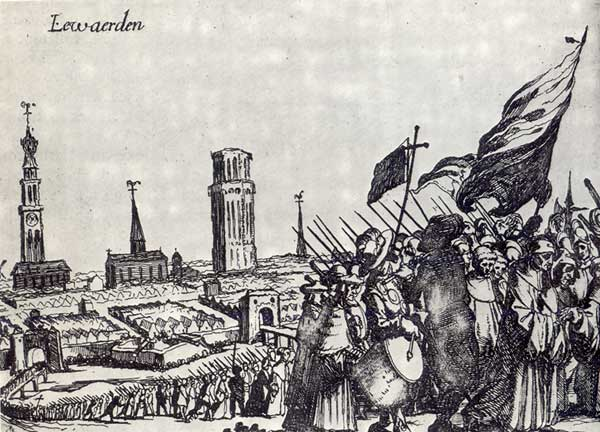
Les catholiques quittent Leeuwarden en février 1580, chassés par les calvinistes radicaux.

La décision finale de Rennenberg a été déterminée en partie par la situation dans les régions dont il était le stathouder. En Frise, la position de Rennenberg en tant que stadhouder dépendait des partis des villes de Leeuwarden, Harlingen et Stavoren. En janvier et février 1580, ces groupes de soutien ont été occupés par les États de la Frise et en conséquence, Rennenberg a été déclaré incompétent pour le stathouderat en Frise.
À Groningue, Rennenberg a dû naviguer entre les intérêts conflictuels des deux partis de la région, la ville et les Ommelanden. Après que Rennenberg ait été déclaré incompétent en Frise, le commandement de ses troupes est passé à Bartold Entens, un jonker "ommelander" mais aussi un adversaire déclaré du parti de la ville de Groningue. Rennenberg a ainsi été presque obligé de prendre le parti de à la ville, et en particulier, de s'allierà  à la faction catholique de Groningue.
Son choix définitif de passer du côté espagnol, le 3 mars 1580, est donc fortement soutenu par la mairie de Groningue. On peut même se demander si c'est Rennenberg lui-même ou plutôt le premier magistrat groninguois qui a effectué le dernier pas décisif. En plus de la situation politiquement difficile, une pression personnelle a été ajoutée par sa mère Anna, catholique et dévote, et par sa sœur, Cornelia van Lalaing, qui lui avaient dit: "Avez-vous la tête et le pouvoir des hérétiques et des rebelles? Auriez-vous votre vieille mère? Souhaitez-vous porter ce chapeau? " De plus, ses deux cousins Emanuel Filibert (un leader mécontent) et Philip (gouverneur du Hainaut) se sont réconciliés avec le roi respectivement en 1578 et 1579; Rennenberg était de plus en plus isolé dans sa famille même.

#### Ruse et raison
En dehors de la ville de Groningue, Rennenberg avait déjà perdu son autorité au profit de Bartold Entens en fin février, selon une lettre interceptée de l'Union. Une lettre plus récemment interceptée d'Entens au maire protestant Reidt Alberda a été décisive: Entens se tiendrait devant la Heerenpoort avec son armée le 3 mars à 11h00 et serait introduite par l'entremise de protestants pour capturer la ville. Rennenberg était pris entre trois urgences : les États l'avaient lâché et allaient lui retirer ses fonctions; le général espagnol Alexander Farnese, duc de Parme, avait fait une avancée régulière pour reprendre les territoires des Pays-Bas depuis 1578; et enfin, la majorité catholique des citoyens de Groningue le trouvait trop proche des protestants et donc lui était de plus en plus hostile. S'il choisissait la camp de la révolte, il ne lui resterait plus rien, mais s'il choisissait le camp du roi d'Espagne, il pourrait compter sur le soutien du peuple catholique et la coopération de Parme.
Dans la soirée du 2 mars, Rennenberg est apparu sur le Breede Merckt, le Grand Marché de Groningue, où il s'est adressé aux habitants. Il a soutenu que jusque-là, il avait cru que les protestants luttaient pour une bonne réforme du christianisme, mais maintenant, ils recherchaient un pouvoir laïque sous le couvert de la foi. Lorsqu'au moment de son discours, il a demandé leur aide aux gens, toutes les personnes présentes l'ont acclamé. Le gouverneur a ensuite délibéré toute la nuit et a élaboré une ruse pour prendre l'avantage sur les protestants: au lieu de six heures, l'horloge sonnerait cinq heures du matin et avec elle, sonneraient des trompettes. À ce signe, tout le monde devait récupérer avec son fusil sur le marché puis, les conspirateurs protestants seraient arrêtés et les portes de la ville fermées contre les soldats de l'armée de l'État qui attendait hors les murs sous les ordres de Bartold Entens.

#### Débordement

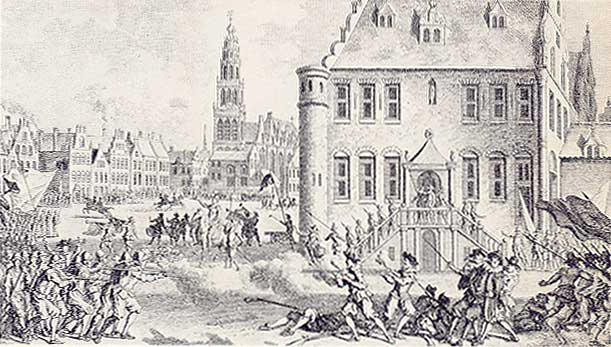
Le 3 mars 1580 : la Trahison sur le Breede Merckt de Groningue. Rennenberg est à cheval avec l'épée au clair.

Au signe convenu, les hommes armés de Peter van Oldendorp ont capturé le Breede Merckt en brandissant des torches et en tirant des coups de feu en l'air, le matin du 3 mars et ont bloqué tous les accès. Rennenberg l'a rejoint à cheval, accompagné d'une trentaine de citoyens éminents. Selon des témoins oculaires, il s'est comporté comme un fou extatique, agitant son épée tirée et criant: «Aidez, aidez, pieux citoyens, voyez-moi aujourd'hui comme gouverneur du roi et disposé à vivre avec vous et mourir!" Rennenberg a alors ordonné l'installation de des deux pièces d'artillerie devant la mairie et le son des tambours et des trompettes. Environ 600 civils ont répondu à l'appel et sont apparus armés sur le marché, avec un drap blanc autour de leur bras ou de leur chapeau en signe de reconnaissance. Les mécontents ont chassé les protestants de leurs maisons avec le mot de passe koning (roi en néerlandais) et sécurisé ainsi toute la ville. L'ancien maire, Jacob Hillebrands, qui laissera entrer Entens plus tard dans la journée, est venu se mobiliser avec ses partisans dans la Heerestraat pour empêcher la prise de pouvoir catholique, mais il reçut une balle dans la tête. De plus, une autre personne originaire de Brême a été tuée; les autres victimes à déplorer ont été blessées sans plus de gravité. Un autre notable, Dirk Schaffer, également blessé, les conseillers municipaux et environ 200 civils protestants ont été faits prisonniers. Quelques citoyens réformés se sont échappés en escaladant le mur de la ville et en nageant à travers les douves ,. Vers 10 h 30, la ville était sous contrôle.

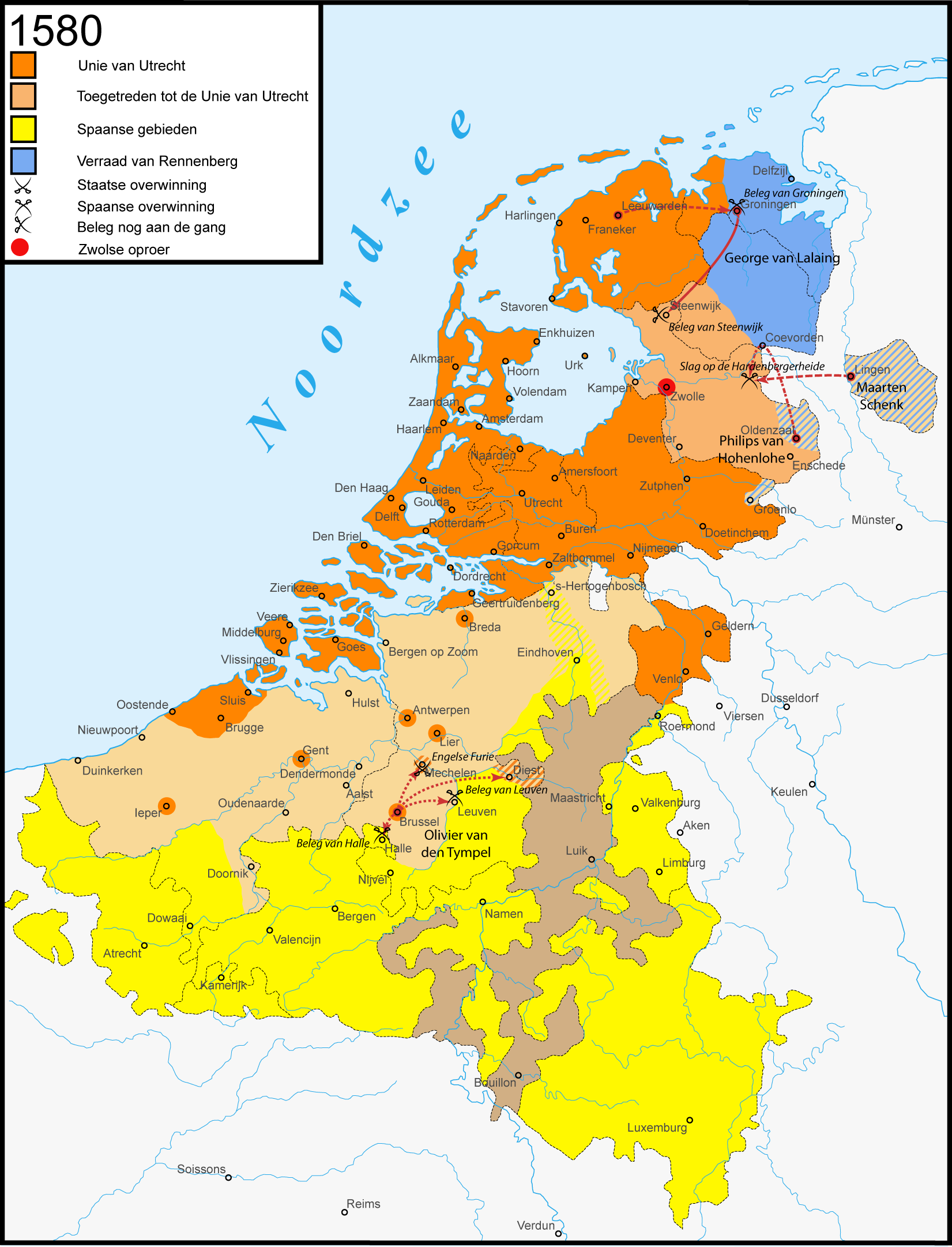
La trahison de Rennenberg a ouvert un nouveau front au nord; l'Union d'Utrecht à dominante protestante, a perdu avec lui un important allié catholique.

Rennenberg a écrit une lettre à Parme ce jour-là, affirmant qu'il était toujours resté fidèle au roi et à son gouverneur, et avait maintenant ramené ses régions sous "l'obéissance du roi". La municipalité de la ville a été expurgée, et le nouveau conseil, entièrement catholique, a également écrit une lettre à Parme le 5 mars, déclarant que la bourgeoisie groninguoise était toujours restée fidèle au gouvernement, et le 3 mars, ils avaient arrêté quelques conjurés de l'Union d'Utrecht. Mais en fait, jusqu'alors, ils avaient ouvertement soutenu la rébellion.

### Au service de l'Espagne

#### Le siège de Groningue (mars-juin 1580)
Dans la soirée du 3 mars, Bartold Entens assiégeait la ville, mais il n'y avait plus de partisans de leur camp dans Groningue pour leur ouvrir les portes. Entens a reçu des renforts de Guillaume Louis et Diederik Sonoy, mais le 18 juin, les forces de l'État ont dû se retirer. Rennenberg et ses partisans avaient survécu au siège et tentaient alors de maîtriser les Ommelanden, la Drenthe et la Frise.

#### Dernière année de vie

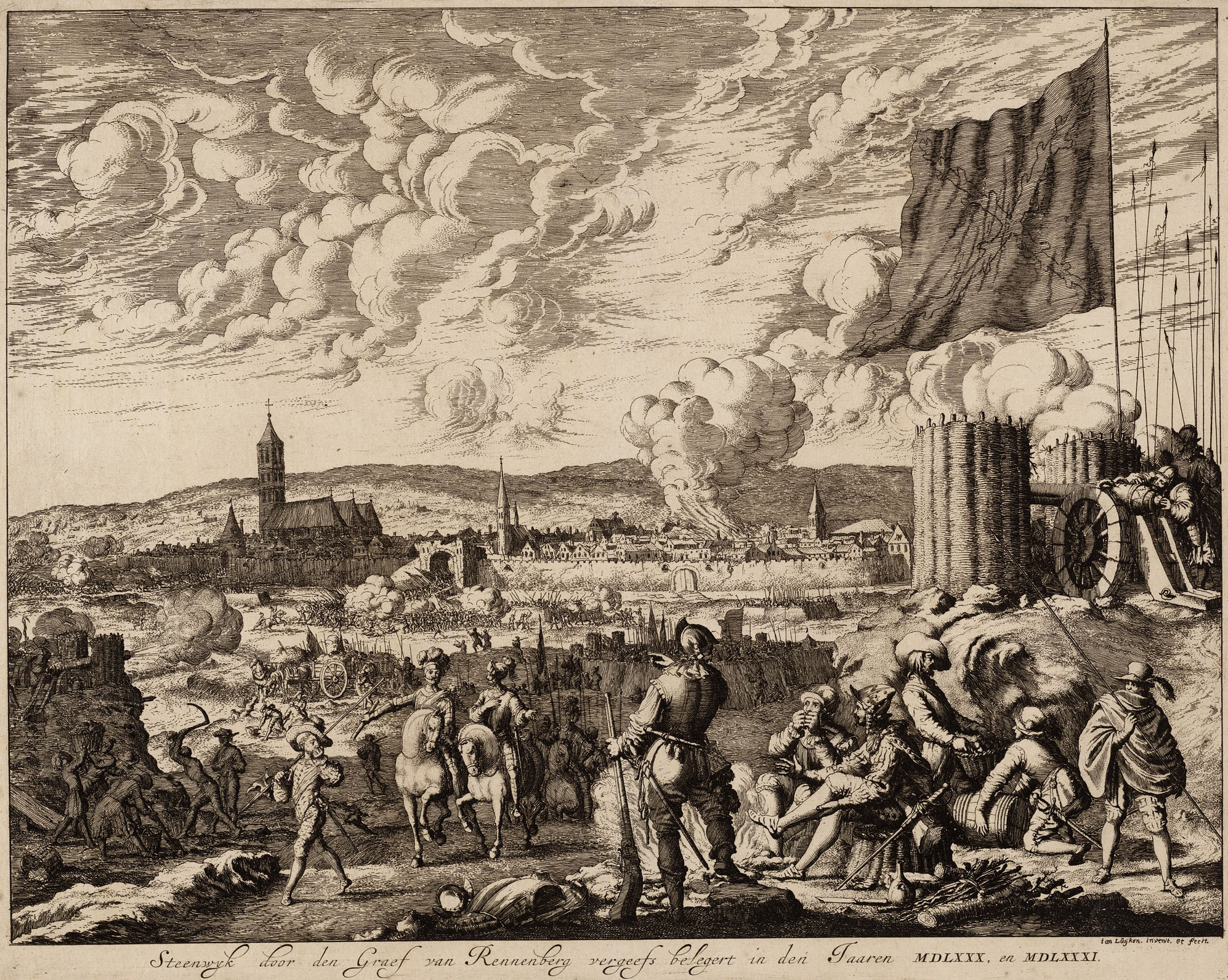
Le siège inutile de quatre mois de Rennenberg à Steenwijk.

Rennenberg a tenté de persuader différentes villes de choisir également le camp espagnol, en envoyant des lettres menaçantes. Cela a souvent eu l'effet inverse. À Deventer, par exemple, plusieurs églises ont été pillées à la suite de sa trahison et de ses correspondances. Avec son field marshal Maarten Schenk van Nydeggen, Rennenberg a conquis Delfzijl, Lingen et Oldenzaal. Mais il a assiégé Steenwijk en vain et a du se retirer.
Rennenberg tombe gravement malade peu de temps après son passage dans le camp espagnol. Mort le 23 juillet 1581, il est inhumé dans l'église de Groningue, la Martinikerk. Son successeur est Francisco Verdugo.